# KZ Dürrgoy
KZ Dürrgoy − niemiecki obóz koncentracyjny położony w południowej części Wrocławia, przy Strehlener Chaussee czyli Szosie Strzelińskiej (dzisiejsza ul. Bardzka), na osiedlu Dürrgoy (Tarnogaj), naprzeciw Cmentarza Ducha Świętego.

## Historia obozu
Obóz powstał z przekształcenia dawnego obozu dla jeńców francuskich z okresu I wojny światowej; został założony z inicjatywy dowódcy SA na Śląsku, Edmunda Heinesa 28 kwietnia 1933 roku, a rozwiązany 10 sierpnia tego samego roku.
Początkowo skierowano do niego około 200 osób, potem przez cały czas miały miejsce nowe aresztowania i zwolnienia. Przetrzymywano tu od ośmiuset do tysiąca socjaldemokratów (SPD), komunistów (KPD) i niemieckich duchownych wyznania mojżeszowego. Wśród więźniów obozu na Tarnogaju byli m.in. Hermann Lüdemann (prezydent Prowincji Dolny Śląsk, SPD), Fritz Voigt (były prezydent policji we Wrocławiu, SPD), Karl Mache (burmistrz Wrocławia, SPD), Wilhelm Winzer (były radny miejski Wrocławia, SPD), Paul Löbe (przewodniczący Reichstagu, SPD) i Ernst Eckstein (SPD). Więźniowie pracowali w nieistniejących dziś zakładach chemicznych „Silesia”, położonych nieopodal. Osadzeni byli poddawani wielokrotnym pobiciom i torturom.
Obóz należał do grupy tzw. „dzikich” obozów koncentracyjnych, jakich wiele powstało w tym czasie w Niemczech. Zorganizowane były one najczęściej w tymczasowych barakach lub wagonach kolejowych z wykorzystaniem tanich materiałów dostępnych na miejscu; organizacja obozu Dürrgoy trwała tylko dwa tygodnie. Sprawa „dzikich” obozów i sposobu traktowania osadzonych w nich więźniów wyszła na światło publiczne stosunkowo szybko i pod naciskiem opinii publicznej (z którą naziści się wówczas jeszcze trochę liczyli) zostały one zlikwidowane. De facto oznaczało to jednak swoistą centralizację systemu represji i przeniesienie więźniów w inne miejsca.
KZ Dürrgoy zamknięto 10 sierpnia 1933, a ostatnich 343 więźniów przewieziono pociągiem specjalnym do obozu Esterwegen, położonego niedaleko Osnabrück (północne Niemcy, przy granicy holenderskiej). W barakach które pozostały po obozie urządzono schronisko dla bezdomnych.
Dziś na miejscu obozu i fabryki „Silesia” znajduje się utworzone po wojnie wysypisko gruzu, zwane Wzgórzem Gajowym.